# 仙台市立松森小学校
仙台市立松森小学校（せんだいしりつ まつもりしょうがっこう）は、宮城県仙台市泉区鶴が丘2丁目にある公立小学校である。

## 概要
仙台市北東部に位置している。鶴が丘ニュータウン分譲・人口増加にともない松森小学校が開校した。学校は鶴が丘ニュータウン内にある。

## 沿革
出典
- 1978年（昭和53年）
  - 4月1日 - 泉市立七北田小学校より分離、泉市立松森小学校として開校。
  - 4月21日 - 開校記念式典挙行。開校時点の学級数6学級・児童数255名。校章・校旗制定。
  - 12月19日 - 校歌「みどりは萌えて」制定。
- 1980年（昭和55年）4月4日 - 東校舎増築完成（普通教室9・特別教室3）。
- 1981年（昭和56年）6月 - 校庭東側観察園造成。
- 1982年（昭和57年）
  - 4月1日 - 泉市立鶴が丘小学校が分離開校。
  - 12月 - 第二校庭整地。
- 1985年（昭和60年）12月25日 - 遊具設置。
- 1988年（昭和63年）
  - 3月1日 - 泉市の仙台市への合併により、仙台市立松森小学校に改称。
  - 11月5日 - 開校10周年記念式典挙行。
- 1989年（平成元年）4月1日 - 仙台市立松陵小学校が分離開校。
- 1990年（平成2年）11月10日 - 学級観察園設置。
- 1992年（平成4年）9月26日 - 第1回松小ふれあい広場開催。
- 1998年（平成10年）6月20日 - 開校20周年記念式典挙行。
- 1999年（平成11年）5月10日 - 地域での学校田学習始まる。
- 2003年（平成15年）7月5日 - 学校図書室土曜開放事業指定校。
- 2008年（平成20年）11月14日 - 開校30周年記念式典挙行。
- 2011年（平成23年）3月11日 - 14時46分頃に発生した東日本大震災により、体育館に避難所開設。
- 2016年（平成28年）8月26日 - 松森小学校学校支援地域本部発足。
- 2017年（平成29年）2月6日 - 放課後子ども教室「松森夢塾」開始。
- 2018年（平成30年）10月13日 - 開校40周年記念式典挙行。
- 2019年（令和元年）5月19日 - 心のバリアフリー推進事業実施校認定。
- 2020年（令和2年）3月2日 - 新型コロナウィルス感染拡大防止のため、同日から5月31日まで、臨時休校の措置を採った。
- 2021年（令和3年）7月 - ChromeBook持ち帰り学習開始。
- 2022年（令和4年）12月1日 - 学校運営協議会設置。

## 学区
出典
- 鶴が丘2丁目（全域）
- 鶴が丘3丁目（17～32番）
- 鶴が丘4丁目（9～26番）
- 市名坂（字阿久土、字油田、字岡本、字伽藍、字清水端、字新城、字砂押、字高倉、字高島、字竹内、字角田、字筒場、字蒜川、字本町、字谷地）
- 松森（字赤沼、字岩久保、字内町、字岡本前、字岡本南、字鹿島、字伽蘭、字小迫、字下町、字下伽藺、字下中門、字下鼠堂、字城前、字館、字堂谷、字西沢、字鼠堂、字野々免、字朴手、字前沼、字前谷地、字茗茄沢）

## 進学先中学校
出典
- 鶴が丘中学校（松森字茗茄沢を除く地域から通う児童の進学先）
- 松陵中学校（松森字茗茄沢から通う児童の進学先）

## 周辺
- 仙台市立鶴が丘中学校 - 敷地が隣接、かつ進学先中学校。
  - 仙台市中学校体育連盟 - 鶴が丘中学校内
- 仙台市立鶴が丘保育園 - 仙台市道をはさんで敷地が隣接、かつ進学前保育園のひとつ。
- 白鳥珠算教室 - 仙台市道をはさんで、敷地が隣接。
- 仙台市水道局鶴が丘配水場
- 仙台市立鶴が丘公園
- 仙台市鶴が丘児童センター - 鶴が丘公園に隣接。

## アクセス
- 宮城交通バス「鶴が丘NT線」で、「松森小学校前」停留所下車。